# Vlora
Vlora, Vlára nebo též Valona (albánsky Vlora nebo Vlorë, italsky Valona, řecky Αυλώνας) je albánské město a druhý největší přístav v zemi po Drači na pobřeží Jaderského moře. V roce 2011 zde žilo přes 79 513 obyvatel.

## Poloha
Vlora se nachází v jižní části země, je správním centrem stejnojmenného okresu a přirozeným regionálním centrem, jedno z největších měst v zemi. Nachází se na severním okraji Vlorského zálivu. Město se nachází 100 km jižně od Tirany, 130 km východně od Brindisi, 100 km severně od Korfu, 130 km jihozápadně od Ochridu a 150 km západně od Kastorie.
Jádro Vlory se rozvinulo na severním okraji Vlorského zálivu, je obklopené ze západu a jihu mořem, ze severu lagunou Nartes a z východu horami.

## Klimatické poměry
Vlora má středozemní podnebí s chladnými a mokrými zimami (s průměrnou teplotou cca 2 °C) a suchými léty s teplotami překračujícími 30 °C od června až do srpna. Vyšší úhrn srážek je typický především pro jarní měsíce a konec jara. V létě zde téměř neprší (úhrn srážek dosahuje jen 15 mm). Rozdíl v úhrnu srážek mezi nejsušším a nejvlhčím měsícem dosahuje až 184 mm. Vlora má velmi vysoký počet slunných dní.

## Název
Současný název města v albánském jazyce zní Vlorë (neurčitý tvar), resp. Vlora (určitý tvar), s výslovností [ˈvlɔɾə]/[ˈvlɔra]IPA. V gegštině je znám jako Vlonë/Vlona. Nejstarší doložený název města pochází z doby během řecké kolonizace a zněl Aulón (řecky Αυλών), středověké a moderní řecké jméno je Avlonas (Αυλώνας). Odtud bylo přejato do latiny jako Aulona. V moderní italštině se pod vlivem metatézy změnilo na Valona. Ještě ve starší angličtině se lze setkat také s názvem Avlona, do turečtiny bylo převzato jako Avlonya.

## Obyvatelstvo
V roce 1989 měla Vlora 71 662 obyvatel, v roce 2001 zde žilo 77 691 lidí. Vzhledem k probíhající urbanizaci Albánie i na přelomu 20. a 21. století se tento počet zvýšil do roku 2007 na 91 711. Odhad pro počet obyvatel se samotným městem Vlorou i jeho okolím se pohybuje okolo 110 000 lidí. Příliv obyvatel je způsoben nově příchozími z východu Albánie a venkovských oblastech, stejně tak i atraktivitou Vlory jako místa s turistickým ruchem, který nabízí pracovní příležitosti.
Většina obyvatel je muslimského vyznání, následují stoupenci pravoslaví. Zastoupeni jsou menším počtem i římští katolíci. Od 16. století existovala v přístavním městě početná židovská komunita, většina židů však v 90. letech emigrovala do Izraele nebo Spojených států.

## Historie

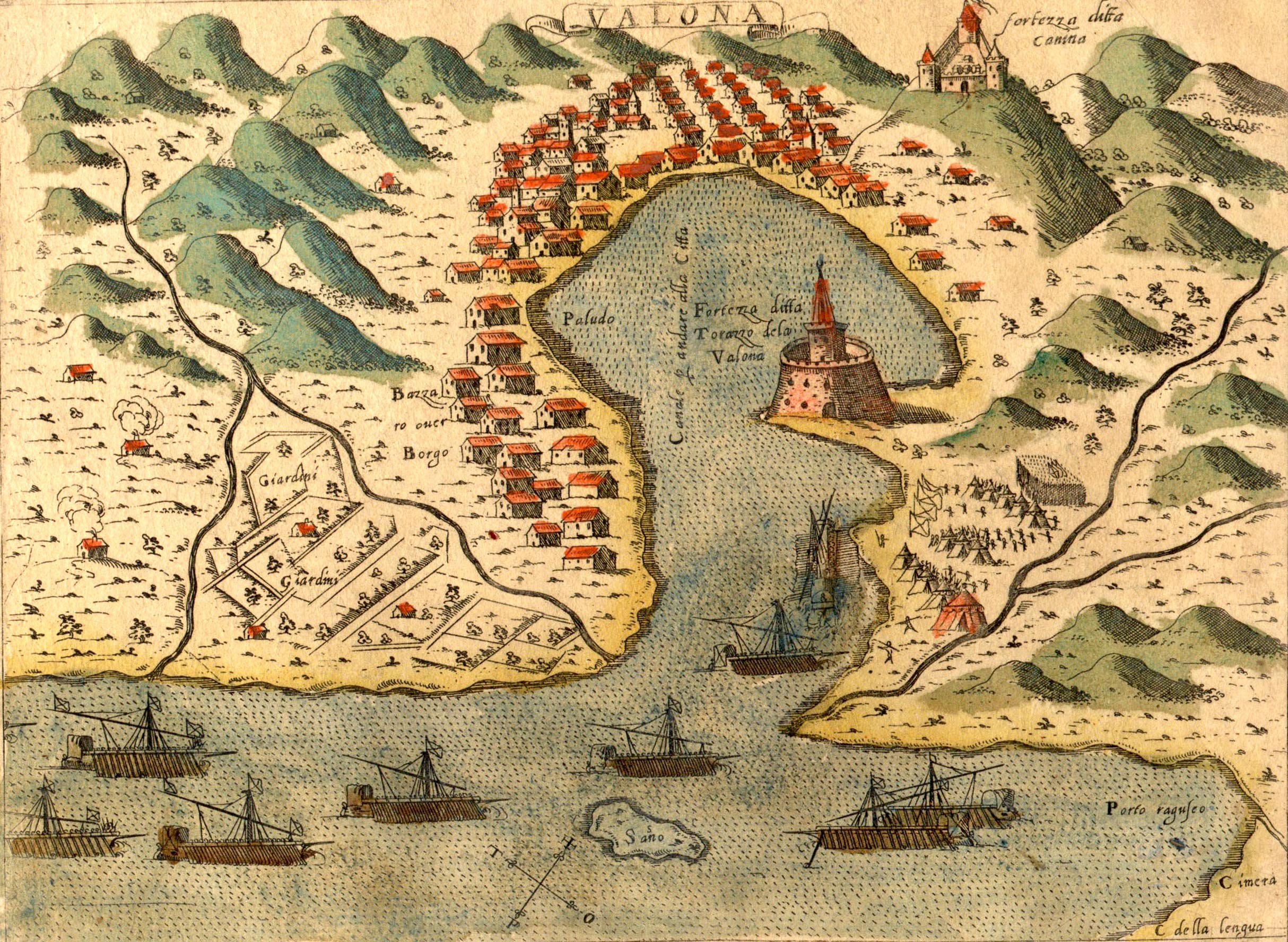
Vlora v roce 1573

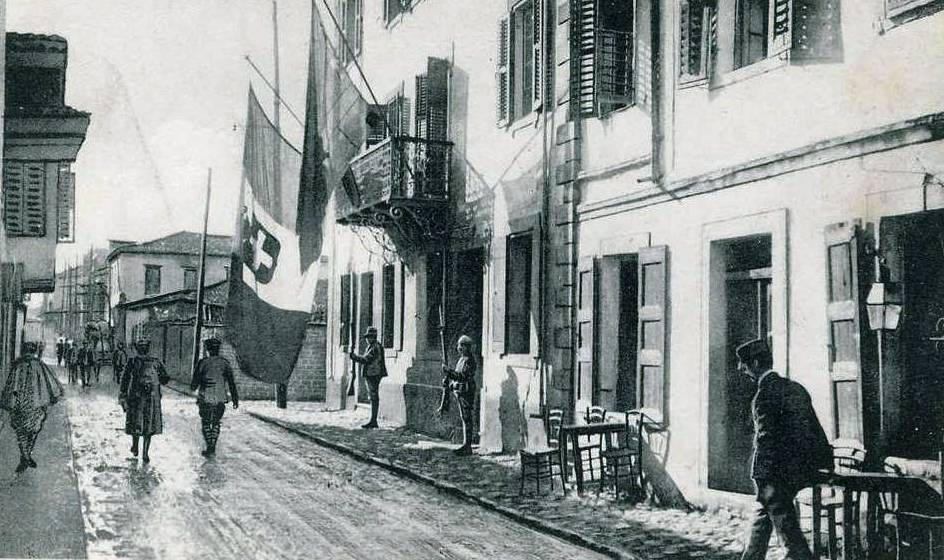
Vlora během první italské okupace v závěru první světové války

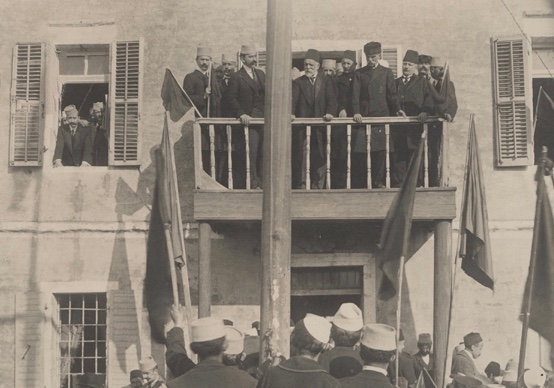
Vyhlášení nezávislé Albánie ve Vloře v roce 1912

Město bylo založeno v 6. století př. n. l. jako řecká kolonie Aulon a patří tak mezi nejstarší města v Albánii. Poprvé je zmíněna v Ptolemaiově Geografii, jako jedno z několika málo měst, které se dochovaly do současné doby na albánském pobřeží. Město vzniklo ve strategické lokalitě a během období antiky si získalo díky obchodu na pobřeží Jaderského moře svůj význam. V samotné Albánii je považováno za jedno z nejstarších měst.[zdroj?] Existenci Vlory v tomto období dokládají další řecké dokumenty, mezi které patřily např. Peutingerova mapa nebo Synecdemus.
Vlora existovala rovněž i během období rozmachu Římské říše. Byla administrativně součástí provincie Epirus Nova.
V 5. století se stala sídlem biskupství, dva biskupové, kteří zde sídlili byli v r. 458 Nazarius a v roce 553 Soter. Biskupství spadalo přímo pod Řím, od roku 773 však bylo administrativně příslušné k patriarchátu v Konstantinopoli. Během vlády císaře Justiniána I. přijala Vlora značný počet lidí z Apolonie. Byly také opraveny a zesíleny tehdejší městské hradby.
Na konci 6. století město zničili Slované a mnoho obyvatel uprchlo na ostrov Sazan. V 11. a 12. století hrálo významnou úlohu v konfliktu mezi Sicilským královstvím a Byzantskou říší. Sicilané zde opětovně ustavili římskokatolické biskupství. V roce 1081 byla Vlora dobyta Normany, znovu potom v roce 1107, v roce 1205 potom Benátskou republikou. Od roku 1272 byla součástí albánského království, kterému vládl Karel I. z Anjou.
V roce 1345 se Vlory zmocnilo Srbské carství. V roce 1375 se správcem Vlory a Beratu stal Balsha II. Jeho syn se následně oženil s dědičkou rodu Muzakiů a těm po nějakou dobu připadla Vlora.
Roku 1417 obsadily město vojska Osmanské říše. Turci z Vlory vytvořili centrum správní jednotky (sandžaku), známé pod názvem Avlonya Sancağı. Ten existoval až do roku 1912. V roce 1472 na krátkou dobu dobyl město a nedalekou pevnost v obci Kaninë Skanderbeg (Gjerg Kastrioti). Po příchodu Turků, především pak na počátku 16. století, přišlo do Vlory (stejně jako na celý Balkánský poloostrov) židovské obyvatelstvo, které bylo vyhnané z poloostrova pyrenejského. Sefardští Židé vytvořili ve Vloře specifickou komunitu. V roce 1520 osmanská správa evidovala 531 židovských rodin. Židé pomohli rozvoji obchodu a růstu města. Díky tomu se Vlora stala centrem vývozu koření, kůže, bavlny, hedvábí a dalších materiálů v regionu. V blízkosti města se také těžila sůl.
V roce 1531 zde místní správce Kara Sinan Pasha Sanxhakbey nechal zbudovat u mořského pobřeží pevnost. Turecký cestopisec Evlija Čelebi ji později označil za jeden z divů osmanské architektury, a přirovnával ji k pevnosti v Soluni. Pevnost se dochovala až do roku 1906. Značná část obyvatel tehdejšího města byla však i přes nástup Osmanské říše i nadále katolického vyznání, a město spadalo pod biskupství v Drači. Čelebi rovněž zaznamenal asi 300 domů v opevněném středu města a tržiště. Mimo pevnost stálo v okolní krajině okolo tisícovky dalších kamenných domů – některé z nich měly více podlaží. Uvedl, že místní obyvatelstvo se tehdy věnovalo pěstování ovoce a oliv.
V letech 1690–1691 byla Vlora krátce pod správou Benátské republiky. Poté, co ji znovu získala Osmanská říše, byla připojena k Beratskému sandžaku. Město mělo v této době zhruba deset tisíc obyvatel a bylo jedním z center námořního obchodu mezi Osmanskou říší a západní Evropou.
Roku 1810 město obsadil Ali Paša Janinský. V roce 1851 jej poničilo silné zemětřesení.
V souvislosti s Mladotureckou revolucí došlo k destabilizaci celého území Osmanské říše. Na území dnešní Albánie vypukly násilnosti a povstání proti osmanským správcům, mnohdy i samotným Albáncům, kteří působili např. ve státní správě nebo policii.
28. listopadu 1912, během První balkánské války, zde Ismail Kemali vyhlásil nezávislost země a krátce byla Vlora i hlavním městem, byť dočasným. V prosinci 1912, město napadlo řecké námořnictvo. Řecko si nárokovalo tzv. region Severního Epiru, který se táhl jižně od Vlory až k současné albánsko-řecké hranici.
Na začátku 20. století měla pouhých 4 000 obyvatel. Během první světové války ji obsadila italská armáda (přesněji na podzim 1916). Přes Vloru procházely rovněž i stahující se oddíly srbských vojsk, a to v počtu od jednotek až po několik desítek tisíc.
Až do roku 1920 zde trvala italská okupace. Italové měli eminentní zájem na držení Vlory, především pro kontrolu Otrantského průlivu, na jehož východní straně se město nachází. Již v roce 1915 byla v Londýnské dohodě Vlora přislíbena Itálii jako odměna za vstup do války na straně Dohody. Střety mezi místním obyvatelstvem a albánskou vládou v létě 1920, které místní připravovali již od dubna, donutily Italy se stáhnout; ještě předtím však albánská vláda v červnu 1920 požádala oficiální cestou italskou vládu o vydání Vlory a několika dalších přístavních měst. Itálie se vzdala veškerých územních nároků na přístav i na albánské území.
Roku 1922 bylo do Vlory zavedeno vnitrostátní letecké spojení prostřednictvím německé společnosti Adria Aero Lloyd.
V roce 1939 byla Vlora opět obsazena italskou armádou na začátku druhé světové války. Město posloužilo jako brána invazním silám do Albánie; vylodilo se zde čtyřicet tisíc Italů. V září 1943 nahradily kapitulovanou Itálii německá vojska. Během války byla na nedalekém ostrově Sazan zřízena námořní základna, kde byly umístěny ponorky, jak italského, tak i německého námořnictva. Tuto základnu bombardovalo několikrát britské letectvo. Ve městě působili partyzáni, kteří zde např. vyhodili do povětří italské vojenské sklady. V roce 1944 byla osvobozena partyzánskými jednotkami Envera Hodži.
Po druhé světové válce byla zahájena rychlá industrializace a modernizace Albánie. Tento fakt se nevyhnul ani městu Vlora. Válka do značné míry ale situaci ulehčila – po jejím skončení téměř neexistovaly žádné budovy z osmanského období. Kromě průmyslu (v rámci prvního pětiletého plánu vznikla ve Vloře např. cementárna) a dalších moderních staveb vznikaly i kulturní objekty. Při příležitosti 50. výročí od nezávislosti Albánie bylo v roce 1962 otevřeno nové divadlo. Městská knihovna byla dána do užívání veřejnosti v roce 1946.

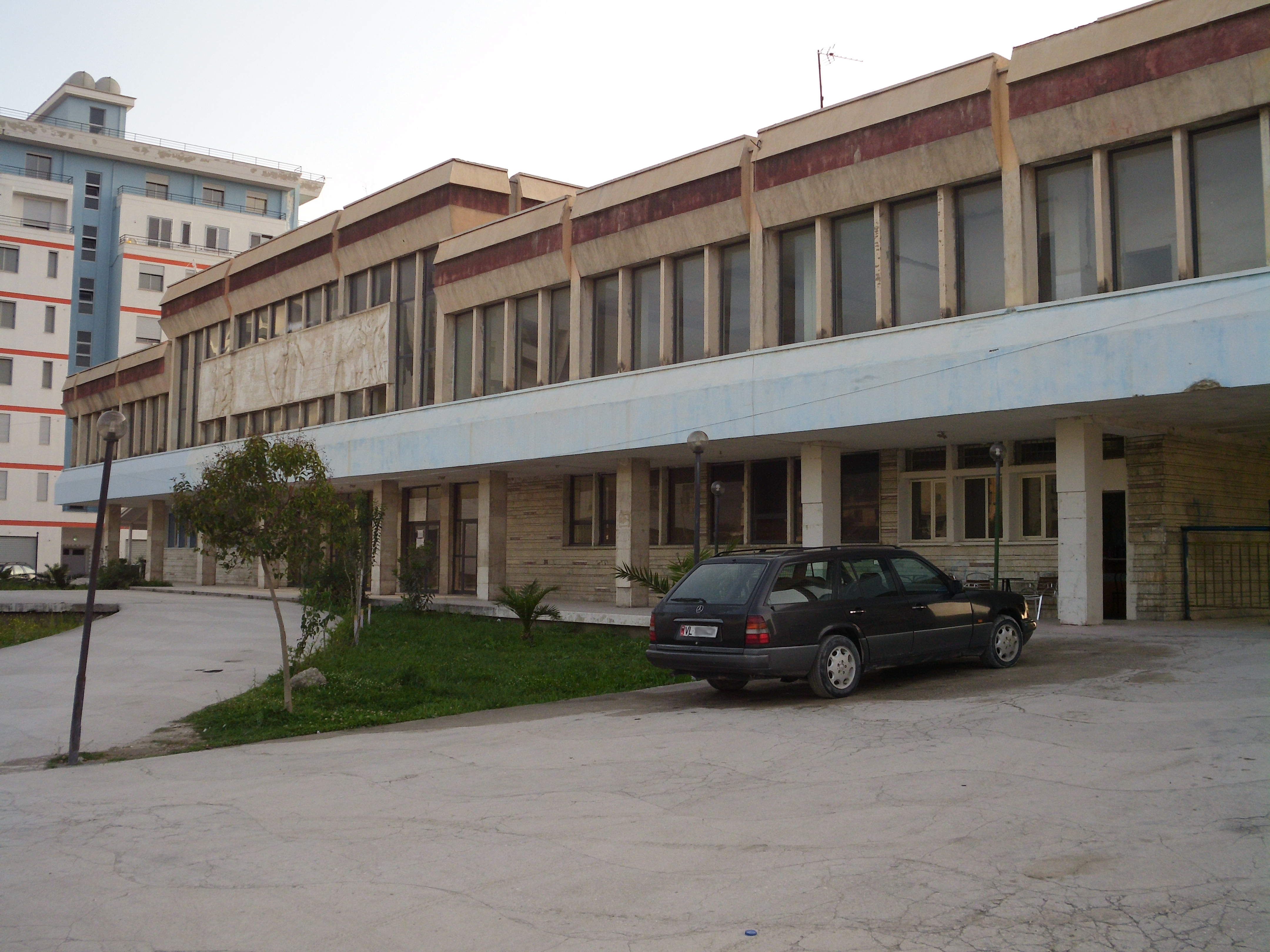
Nádraží ve Vloře

Albánská strana práce (komunistická strana), která získala v Albánii neomezenou moc, navázala spolupráci nejprve s Jugoslávií, po roce 1948 se však orientovala na Sovětský svaz. V té době byla z jejího rozhodnutí u nedalekého města Orikumi, na konci Vlorského zálivu otevřena námořní základna pro sovětské námořnictvo. Sověti vznik této základny financovali, v letech 1960–1961 ji však ztratili v souvislosti se zhoršením vzájemných vztahů. Vojenské vybavení deponované na základně bylo jedním z předmětů sporu. Technika byla rozdělena mezi obě země podle národnosti posádek jednotlivých kotvících lodí. Samotná Vlora během období komunistického režimu byla oblíbeným místem pro nábory nových členů tajné policie Sigurimi. V roce 1962 tu byla také zřízena škola pro albánské vzdušné síly.
Od roku 1983 má město i železniční spojení. V souvislosti s industrializací byla otevřena také továrna na výrobu PVC a alkalických chloridů. Továrna způsobila městu i jeho okolí rozsáhlé škody na životním prostředí; koncentrace rtuti v půdě dosahuje extrémně vysokých limitů. Roku 1989 žilo ve Vloře 72 000 obyvatel.
V 90. letech byla Vlora nejprve místem rozsáhlé migrace albánského obyvatelstva pryč ze země.  Ekonomický kolaps donutil přes Vloru vycestovat na dvacet tisíc Albánců. Poté se město stalo centrem aktivit pašeráků, kteří se pomocí rychlých lodí snažili přepravovat drogy, resp. zbraně na území nedaleké Itálie. Pašováni byly i ženy pro účely prostituce. Situaci zastavila až rozsáhlá kooperace albánských orgánů s podporou Itálie, Německa a USA v boji proti organizovanému zločinu.
V roce 1994 byla ve Vloře založena univerzita. Roku 1997 byla Vlora centrem protestů proti pyramidovým hrám, prostřednictvím nichž získali různé společnosti nemalé peníze z rukou albánských střadatelů. Tyto protesty znamenaly také konec vlády tehdejšího premiéra Sali Beriši.
Na přelomu 20. a 21. století se Vlora začala rozvíjet jako jedno z center albánského turistického průmyslu. Pás hotelů a dalších ubytovacích zařízení začal vznikat od vlorského přístavu směrem na jih v ose pohoří Shkembin karbonatike až po město Orikumi, po celé délce Vlorského zálivu. V roce 2007 byla po Tiraně Vlora druhým nejnavštěvovanějším městem v Albánii.
Město se rovněž rozhodlo modernizovat průmyslovou zónu na západním okraji Vlory. Vznikla zde elektrárna, která spaluje ropu, její vznik financovala Světová banka a některé další evropské banky, které přislíbily půjčku ve výši 110 milionů euro. Kritici se obávali dopadu projektu na životní prostředí i cestovní ruch. Elektrárna byla dokončena v roce 2011. Do budoucna měl vzniknout také terminál na přepravu ropy a zemního plynu, severním směrem od něj by poté měl být veden ropovod, který by pokračoval na území Severní Makedonie a měl délku až 900 km.

## Administrativní dělení a samospráva
V roce 2015 byla provedena správní reforma, v rámci níž bylo město rozděleno do pěti celků: Kaninë, Novoselë, Orikumi, Qendër (střed města) a Shushicë. S těmito obcemi má Vlora celkem 104 827 obyvatel.
V komunálních volbách byl v letech 2019 a 2015 starostou zvolen Dritan Leli. V letech 2003–2015 zastával úřad starosty Shpetim Gjika.

## Ekonomika

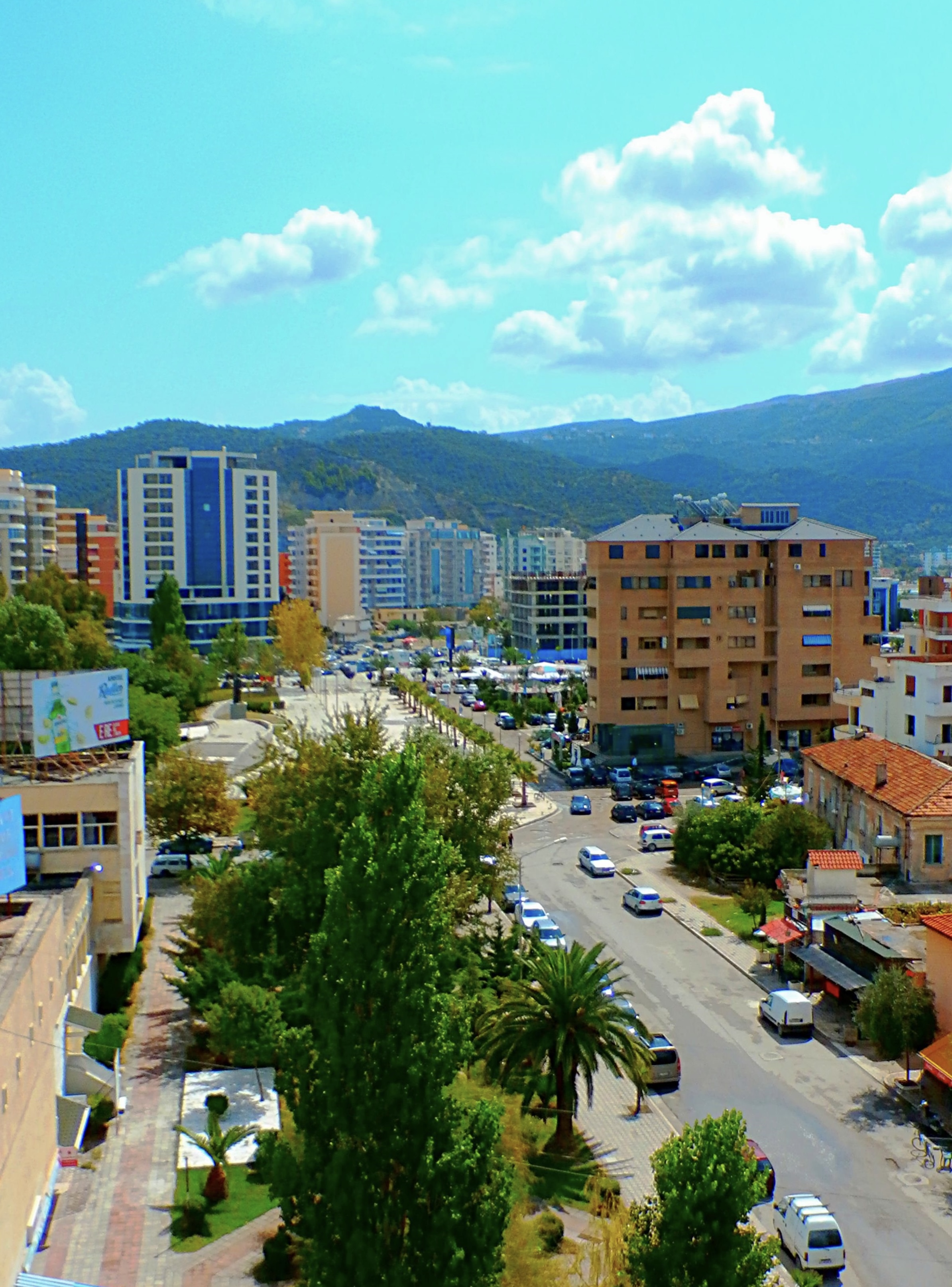
Pohled na město

Pro Albánii představuje Vlora (spolu s Dračí) jeden z hlavních přístavů, významné obchodní centrum, průmyslové centrum a centrum pro rybářství. V okolí města se těží ropa, zemní plyn, bitumen a sůl. V blízkosti Vlory se nachází rovněž námořní základna albánského námořnictva. V zemědělství je kromě intenzivního využívání okolní krajiny typické také pěstování oliv a ovoce.
Vlorský přístav se nachází přímo ve středu města. Přístav paradoxně není (na rozdíl od dračského) napojen na albánskou železniční síť.
V současné době je významným odvětvím průmyslu pro Vloru a okolí také turistika. Od tohoto města na jih se táhne tzv. Albánská riviéra.

## Doprava
Město Vlora je napojeno na albánskou silniční, dálniční a železniční síť. Má vlastní přístav. Nejbližší letiště se nachází v blízkosti hlavního města Tirany (Letiště Tirana) a je vzdáleno 107 km severním směrem.
Dálnice A2 zajišťuje spojení z města Vlora směrem na sever do Fieru, Lushnjë a Drače, její první úsek v blízkosti města Vlory byl zprovozněn v roce 2012. Rovněž tudy vede hlavní tah do údolí řeky Vjosa, kudy jsou vedeny hlavní silniční tahy směrem na jih země (do měst Gjirokastër a Tepelenë). Jižně od Vlory vede silnice SH8, která směřuje k albánské riviéře přes město Orikumi a Llogarský průsmyk. V druhé polovině druhé dekády 21. století byl rovněž zbudován obchvat Vlory v délce 29 km, který vede v hornaté krajině podhůří pohoří Shkembin karbonatike.
Město je napojeno na albánskou železniční síť prostřednictvím jednokolejné trati vedoucí do města Fier. Její využití je však značně omezené. Pro veřejnou meziměstskou dopravu slouží především autobusy. Ty také zajišťují i městskou hromadnou dopravu; ve Vloře se nenachází ani tramvajová ani trolejbusová síť.
Albánské ministerstvo dopravy oznámilo záměr zbudovat v blízkosti Vlory nové mezinárodní letiště.[zdroj?] Komplex letiště by měl zahrnovat rovněž i marinu a další zařízení pro vybavenost v oblasti turistiky. Po letišti v Tiraně a v Kukësu by se jednalo o třetí mezinárodní letiště na území Albánie. V blízkosti Vlory se nachází letiště vojenské.
Vlorský přístav je druhý největší v zemi (po Drači). Přístav zahrnuje nákladní část, část pro vývoz/dovoz ropy a část pro rybářské lodě. V polovině druhé dekády 21. století probíhala revitalizace přístavu, která zahrnovala vznik nového terminálu pro osobní dopravu. Přístav je z hlediska osobní dopravy důležitý pro námořní spojení s Itálií. Vzhledem k značnému fenoménu práce albánského obyvatelstva v zahraničí slouží pro řadu místních pro pravidelnou dopravu na italské území a zpět. V letní sezóně je zajištěno také turistické spojení do měst Himara, Saranda a na řecký ostrov Korfu.

## Kultura a památky

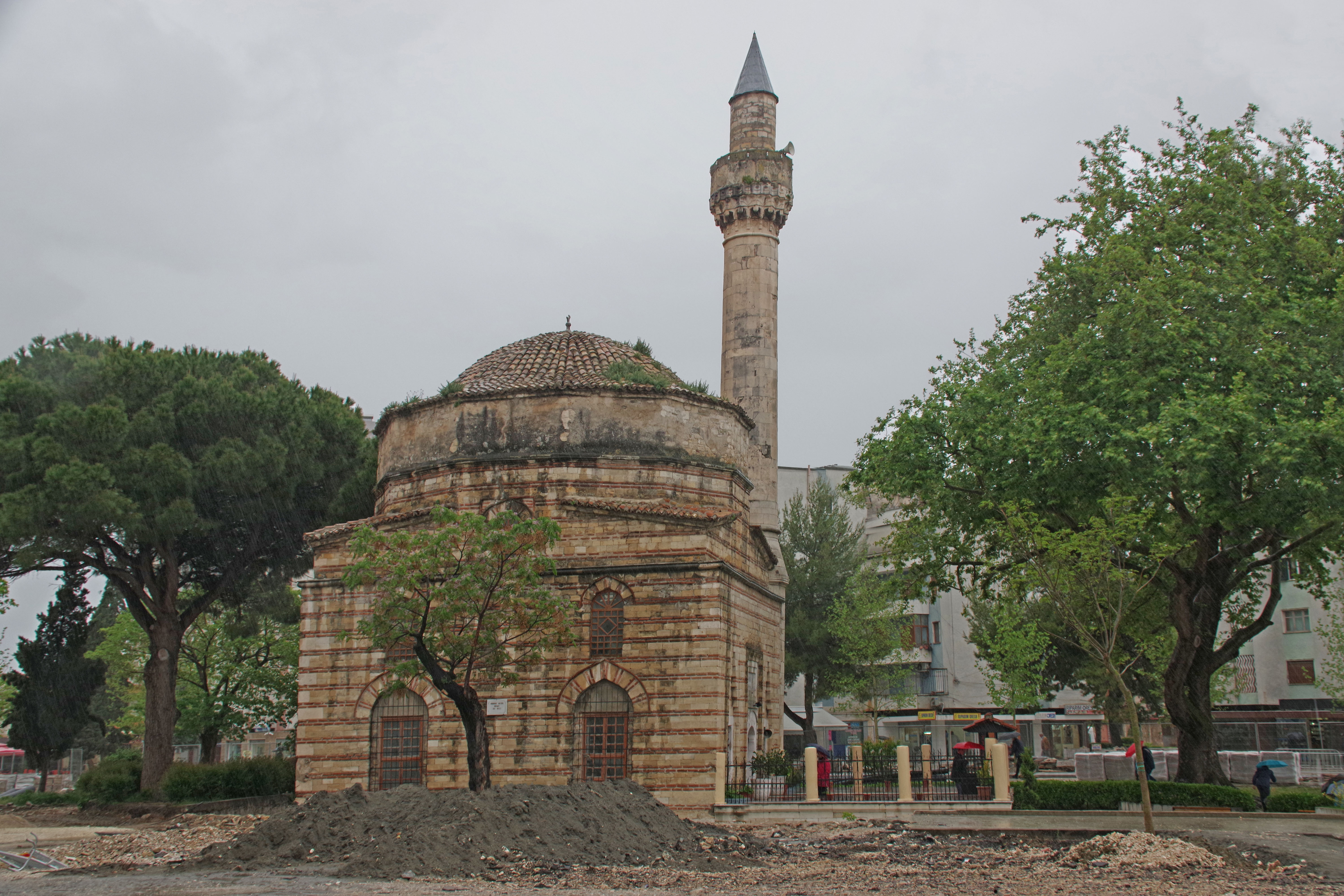
Mešita Muradi z 16. století

Ve Vloře se nacházejí celkem tři muzea: Muzeum nezávislosti, historické muzeum a Etnografické muzeum Vlory. Každé z nich se věnuje jinému období dějin svého města a regionu. Město má vlastní divadlo s názvem Petro Marko a knihovnu Shevqeta Musaraje.
Architektura města odpovídá jednotlivým obdobím albánských dějin; lze se setkat s architekturou ovlivněnou Římskou říší, Osmanskou říší, Itálií a moderními architektonickými styly. V současné době je Vlora dynamicky se rozvíjejícím přístavním městem, kde vznikají početné výškové budovy a nové zelené prostory. Mezi aktuálně realizované projekty patří např. Lungomare Vlora Waterfront.
Oblíbené zajímavosti města a jeho okolí tvoří následující
- Ostrov Zvërnec
- Památník nezávislosti
- Dům Ismaila Bey Vlory
- Kaninská pevnost
- Kostel Marmiroi
- Mešita Muradi[1]
- Ostrov Sazan
- Karaburunský poloostrov
- Laguna Nartë
- Tekija na vrcholu Kusbaba[1]

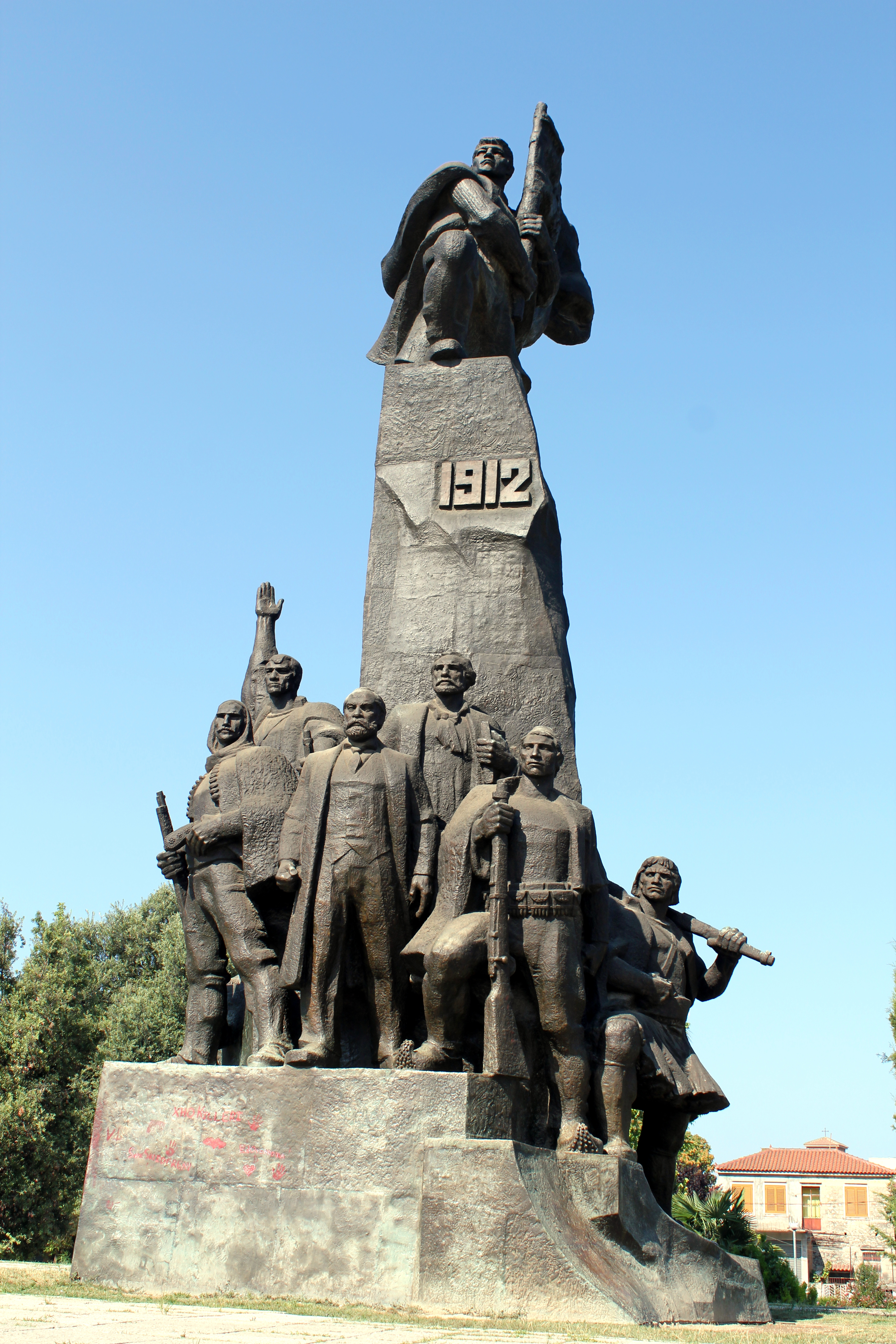
Památník nezávislosti Albánie ve Vloře
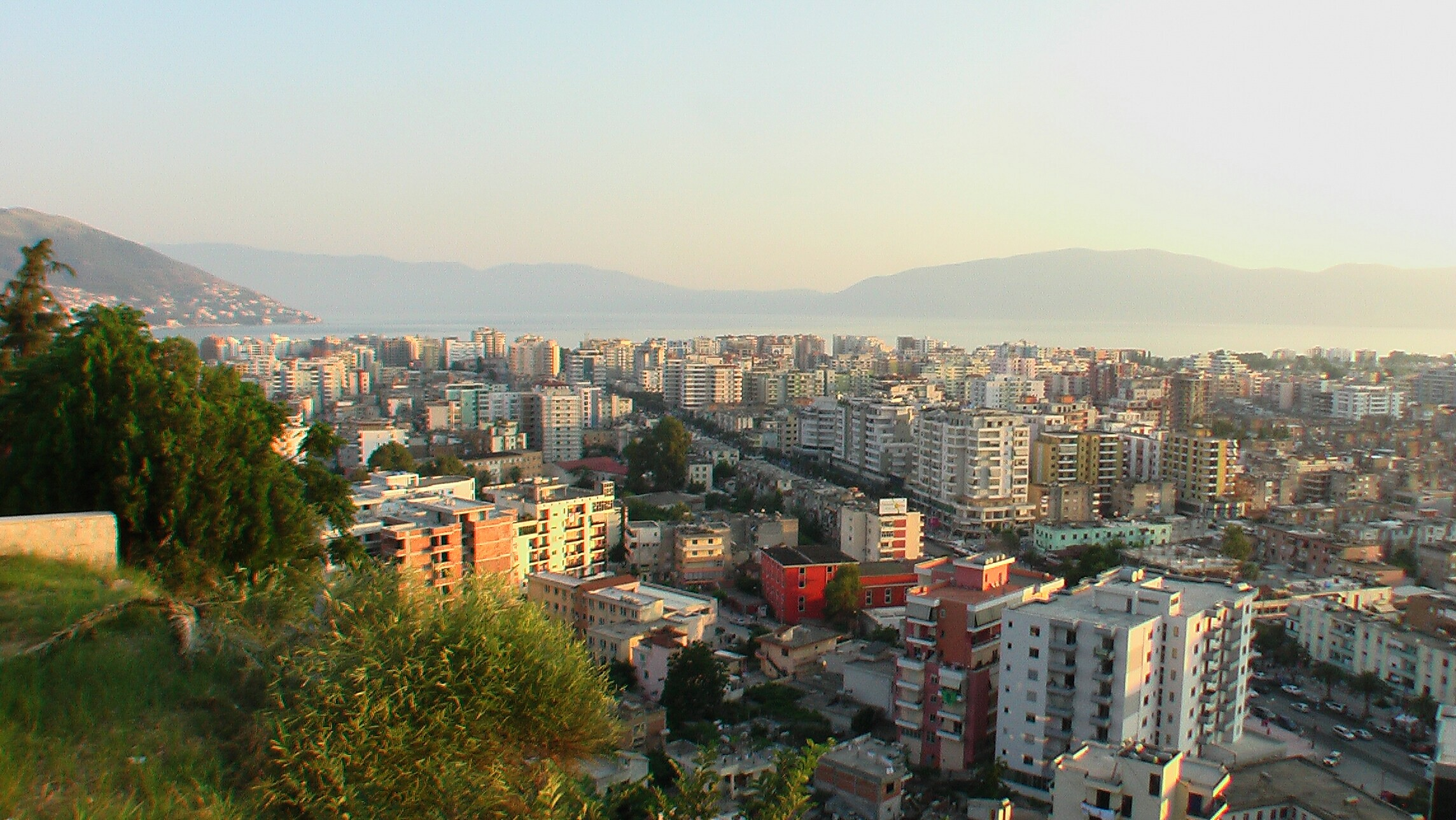
Pohled na Vloru v 21. století
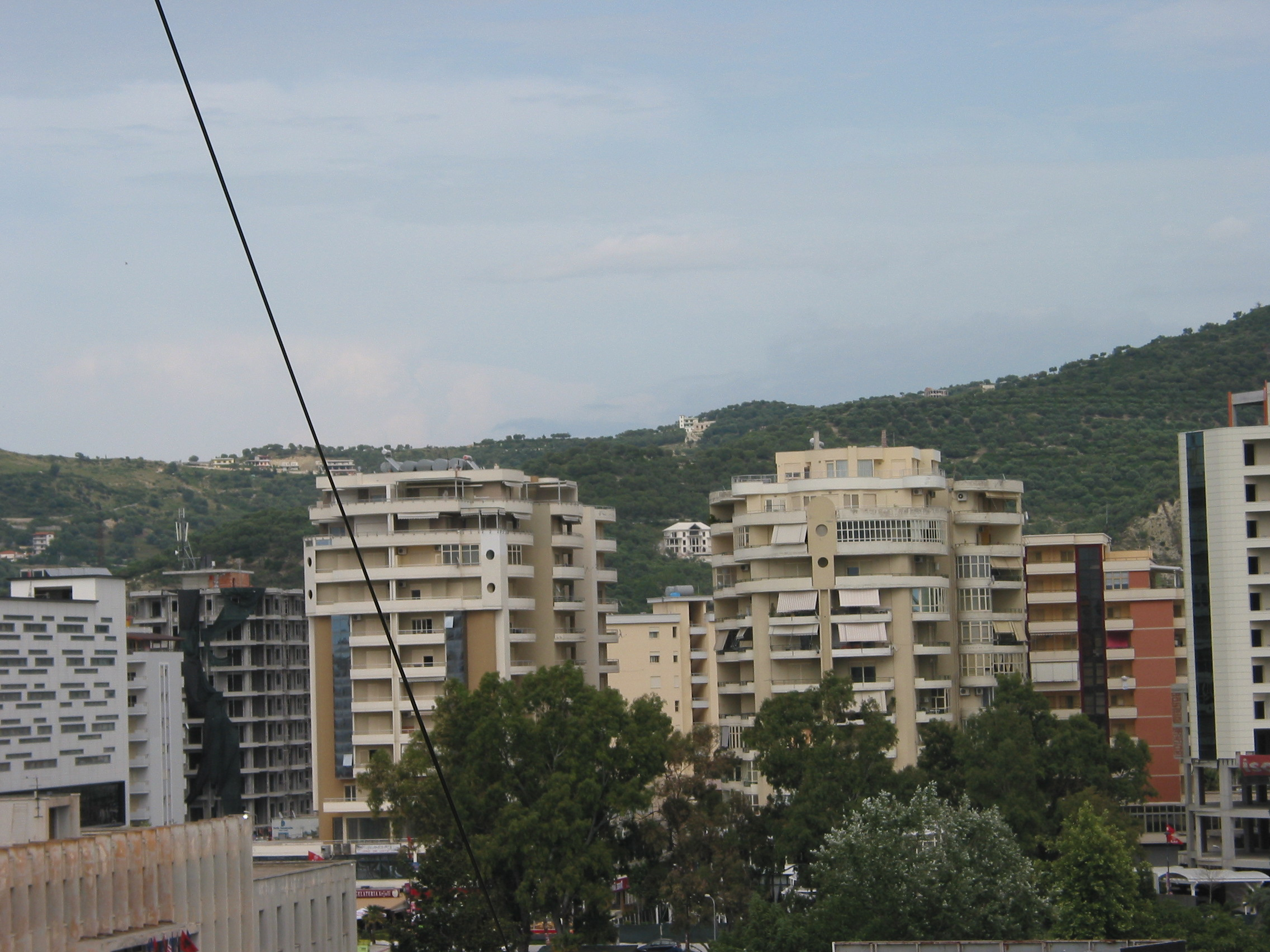
Nové budovy ve Vloře
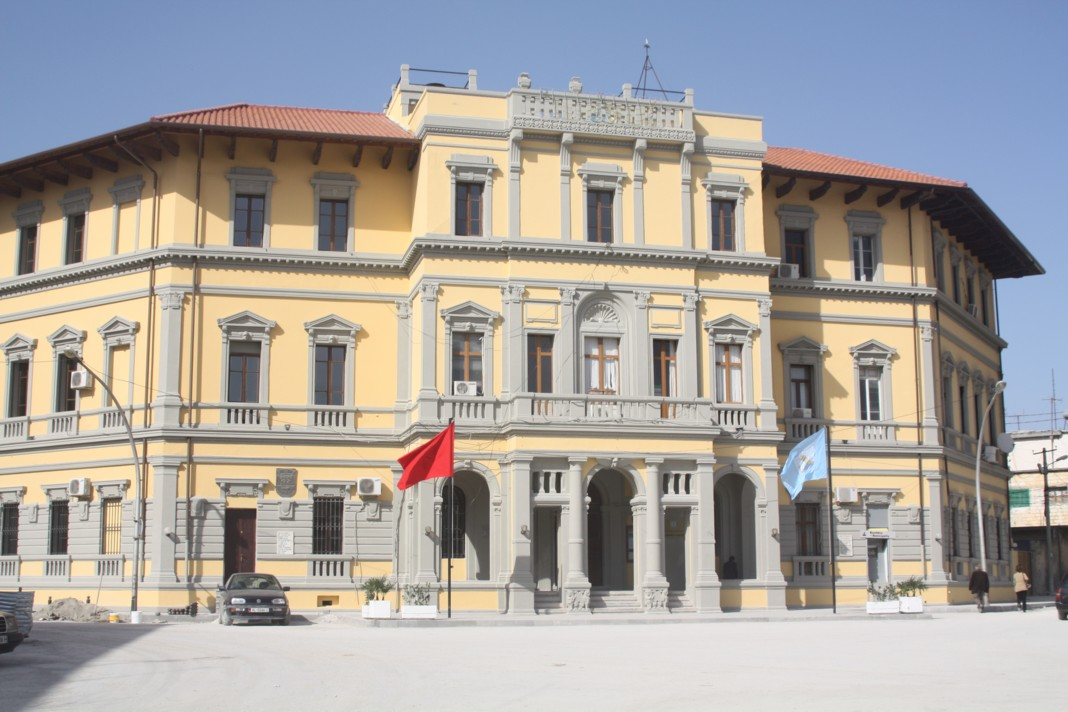
Radnice
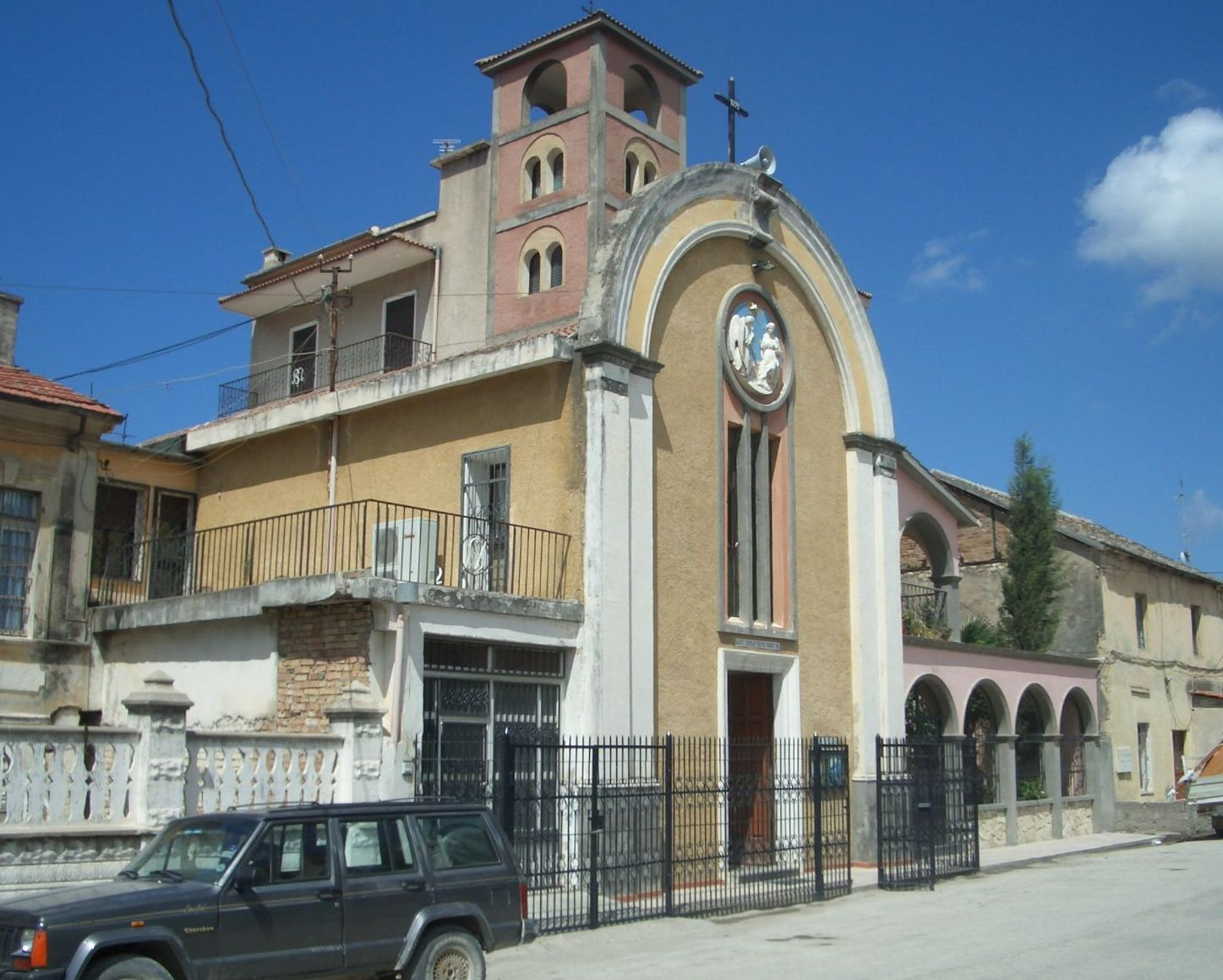
Katolický chrám
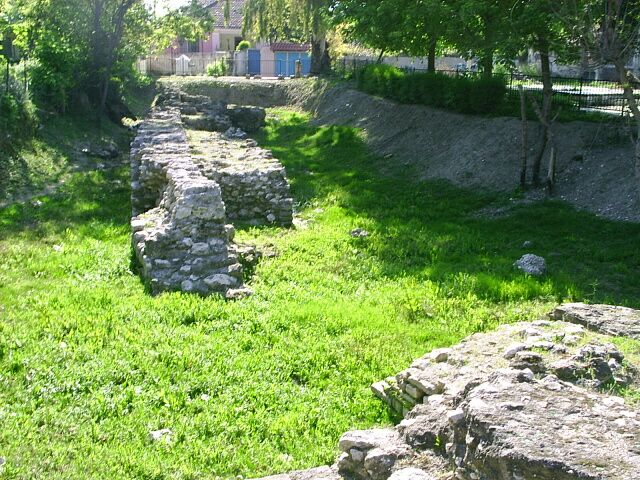
Pozůstatky středověkých hradeb
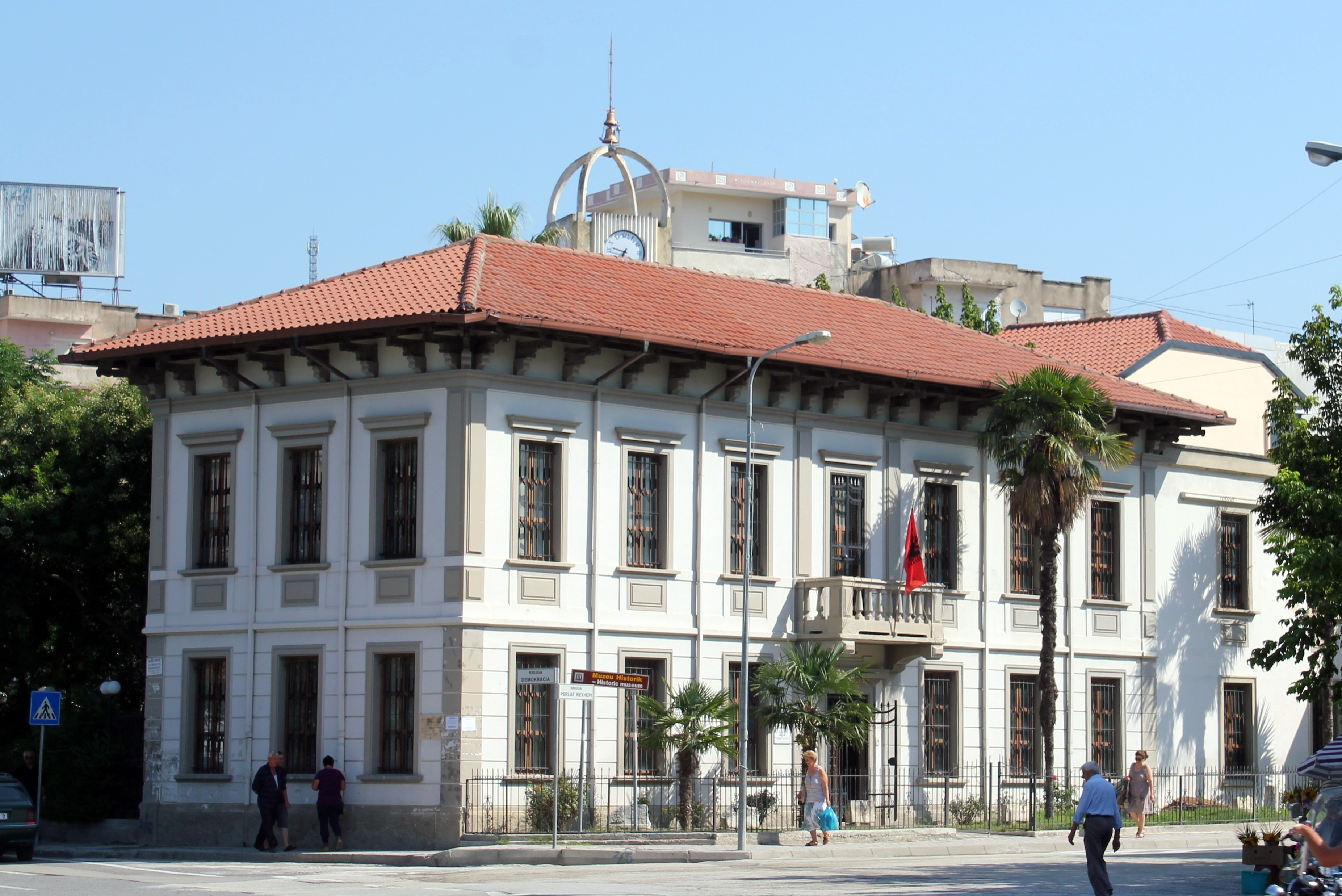
Historické muzeum
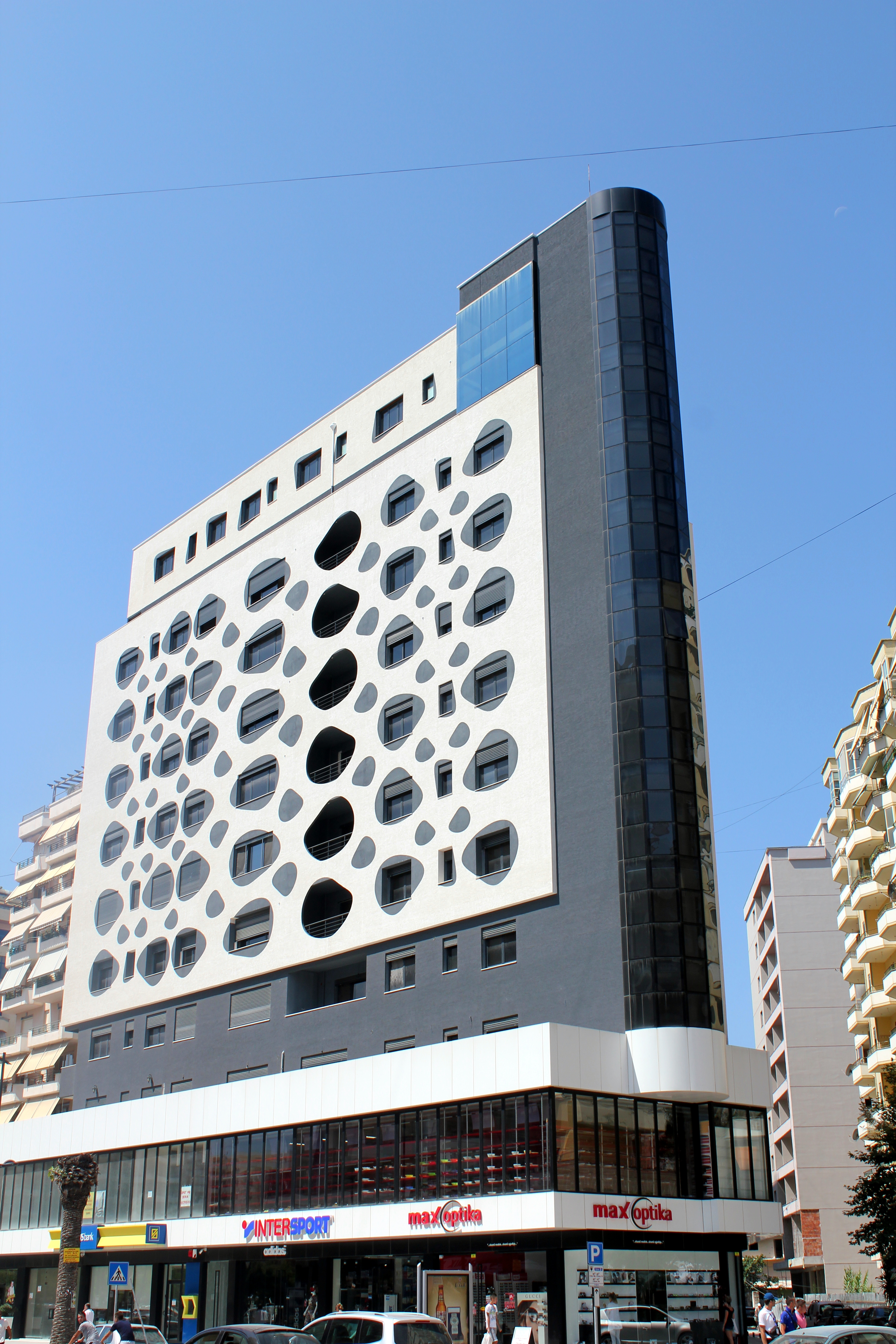
Moderní architektura ve Vloře

## Školství
Ve Vloře se nachází druhá největší univerzita v Albánii, Univerzita Ismaila Qemailho, založená roku 1994 jako Technologická univerzita. V současné době má zhruba okolo 15 000 posluchačů. Vyučuje především technické obory, stejně tak i ekonomické, pedagogické, právní a další. Ve městě sídlí také dvě soukromé univerzity: Universiteti Pavarësia Vlorë (Nezávislá univerzita ve Vloře, založena 2009) a Akademia e Studimeve të Aplikuara "Reald" – soukromá škola, která kromě jiného provozuje také vlastní univerzitu.
Město má své vlastní konferenční centrum (Vlora Conference Centre).

## Sport
- KS Flamurtari Vlora – fotbalový klub[26] Prvoligový fotbalový klub.
- Vlora City FC – fotbalový klub v albánské první divizi.

## Partnerská města
- Monopoli
- / Prizren
- Hollywood (Florida)
- Smyrna